# Back to You
Back to You – utwór rockowy napisany przez Bryana Adamsa i Eliota Kennedy’ego. Początkowo, w 1997 roku piosenka została zamieszczona jako akustyczna wersja na żywo na albumie MTV Unplugged. Później została dodana do albumów Bryana Adamsa: The Best of Me i Anthology.